# Central Park Five
Als Central Park Five wurden die Justizopfer während der Aufarbeitung des Central Park jogger case, einer Vergewaltigung im April 1989 im Central Park in New York City, bekannt. Der brutale Angriff auf die junge Trisha Meili erschütterte New York und die spätere Verurteilung von fünf unschuldigen latein- und afroamerikanischen Jugendlichen zwischen 14 und 16 Jahren gilt als einer der größten Justizskandale der jüngeren US-Geschichte. Das Vorgehen von Polizei, Justiz und Teilen der Medien löste weiterhin eine breite Rassismus-Debatte aus. In einer Zeit ohnehin steigender Straftaten bezeichnete der damalige Gouverneur des Bundesstaates New York, Mario Cuomo, die Tat an der weißen Meili als ultimatives Alarmsignal. Für die New York Times war es eine der medial meistbeachteten Straftaten der 1980er-Jahre.

## Am Tatabend

### Straftaten im Central Park
Am Abend der Tat, am 19. April 1989, kam es um den Central Park zu verschiedenen Straftaten und Überfällen. Gegen 21:00 Uhr betrat eine Gruppe von mehr als 30 Personen, zumeist Teenager, die in East Harlem lebten, Manhattans Central Park am Eingang in Harlem, Central Park North. Einige aus der Gruppe verübten Straftaten, Raubüberfälle und Angriffe auf Radfahrer, Spaziergänger und Jogger, die im nördlichen Teil des Parks in der Nähe des Stausees unterwegs waren. Bereits zu diesem Zeitpunkt informierten einige der Opfer die Polizei über die Geschehnisse vor Ort.

### Angriff auf Trisha Meili
An jenem Abend war die damals 28-jährige Trisha Meili zum Joggen im Central Park in Manhattan, als sie brutal niedergeschlagen und in der Folge vergewaltigt und fast zu Tode geprügelt wurde. Um 01:30 Uhr, etwa vier Stunden nach der Tat, wurde das schwerverletzte und bewusstlose Opfer geknebelt und mit Blut überströmt aufgefunden. Der Polizist, der das Opfer auffand, fasste seine ersten Eindrücke wie folgt zusammen: „Sie wurde so schlimm geschlagen wie niemand, den ich jemals geschlagen gesehen habe. Sie sah aus, als wäre sie gefoltert worden.“ Meili erhielt ihre Letzte Ölung, lag zwölf Tage im Koma und die Ärzte im Metropolitan Hospital gaben ihr keine Überlebenschance. Sie hatte u. a. schwere innere Blutungen, einen Schädelbruch, mehrere Frakturen im Gesicht, schwere Hirnschäden und verlor ein Auge. Sie verbrachte über sechs Monate in Kliniken und hat bis heute keine Erinnerung an die Tat (Stand August 2019).

## Ermittlungen und Gerichtsprozess
Im Falle von Trisha Meili ermittelte die Polizei aufgrund der geringen Überlebenschancen wegen eines vermutlichen Tötungsdeliktes. Als Täter wurden die Latein- und Afroamerikaner Yusef Salaam, Antron McCray, Raymond Santana, Kevin Richardson und Korey Wise, alle zwischen 14 und 16 Jahren, festgenommen. Vier von ihnen gestanden die Tat zunächst, zogen ihre Geständnisse später aber wieder zurück. Keiner der fünf Angeklagten hatte während der Verhöre und der Videoaufzeichnungen einen Verteidiger. Aufgrund manipulativer Verhöre und des massiven Ausübens von Druck seitens der Polizei seien sie zu den Geständnissen genötigt worden. So hatte z. B. Yusef Salaam zunächst ein Geständnis abgelegt. Laut seiner späteren Aussage sei es dazu nur gekommen, da er gehört hatte, wie Korey Wise im Nebenzimmer von Polizisten verprügelt wurde und diese ihm androhten, dass „er der Nächste sei.“ Diese Angst gab ihm das Gefühl, dass „er es nicht schaffen würde.“ Trotzdem und trotz fehlender Beweise wurden die Festgenommenen zu Gefängnisstrafen von bis zu 15 Jahren verurteilt, der jeweils aufgrund des Alters möglichen Höchststrafe, die sie größtenteils absaßen. Im Jahr 2002 gestand der Serienvergewaltiger und Mörder Matias Reyes, der eine lebenslange Haftstrafe verbüßte, den Angriff und die Vergewaltigung von Trisha Meili. Er bestätigte somit die Unschuld der Central Park Five.
Ende 2002 empfahl Bezirksstaatsanwalt Robert M. Morgenthau aufgrund des Geständnisses und weiterer Überprüfungen seines Teams, u. a. DNA-Tests, die bestätigten, dass Reyes die einzige Samenquelle war, die Aufhebung der Verurteilungen der fünf Angeklagten.
Das Büro der Staatsanwaltschaft stellte nunmehr die Richtigkeit der Geständnisse in Frage und wies auf die vielen Ungereimtheiten zwischen den Aussagen und der mangelnden Übereinstimmung mit überprüfbaren Tatsachen hin. Nancy Ryan, stellvertretende Staatsanwältin in Morgenthaus Büro, reichte im Dezember 2002 einen Antrag ein, in dem sie die Anträge der Angeklagten unterstützte, ihre Verurteilungen aufzuheben. Laut ihrer Einlassung wurden in der Strafverfolgung „beunruhigende Diskrepanzen offenbart.“ Den fünf jungen Männern wurde für ihre unschuldig verbüßten Haftstrafen eine der höchsten Entschädigungssummen gezahlt, die jemals in den Vereinigten Staaten zugesprochen wurde, zusammen mehr als 41 Mio. USD vom Bundesstaat New York sowie einige Jahre später nochmals knapp 4 Mio. USD auf bundesstaatlicher Ebene.

## Medien und Verfilmung

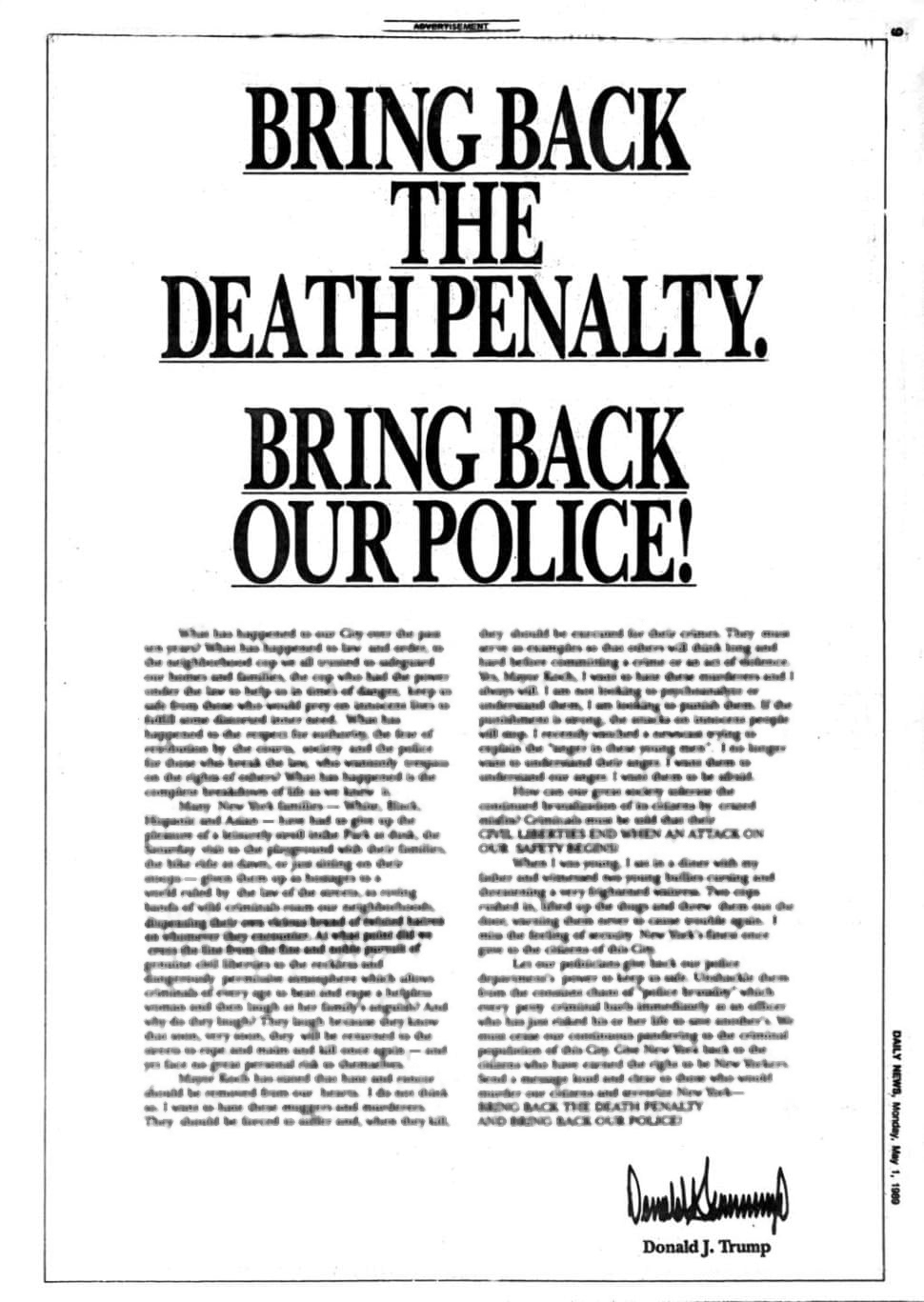
Donald Trumps Zeitungskampagne anlässlich des Falles, 1989

Neben Polizei und Justiz wurde auch die Presse für ihre Berichterstattung kritisiert, u. a. weil die Namen der unter 16-jährigen Verdächtigen genannt worden waren. Donald Trump, damals noch Immobilien-Unternehmer in New York City, warb zu der Zeit der Aufarbeitung und der Prozesse im Central Park jogger case in ganzseitigen Zeitungsartikeln für die Wiedereinführung der Todesstrafe und forderte diese auch für die Jugendlichen, womit er die öffentliche Stimmung weiter aufheizte. Laut The Guardian habe „der Demagoge die Köpfe in New York vergiftet.“ Noch in der Zeit seiner Präsidentschaftskandidatur distanzierte er sich nicht davon. Im Wahlkampf 2024 traten vier der Central Park Five auf dem Parteitag der Demokraten auf und warnten vor Trump als Präsident, da er ein Rassist sei und insbesondere unfähig, jemals einen Irrtum einzugestehen. Am 21. Oktober 2024 wurde bekannt, dass die Central Park Five eine Klage gegen Donald Trump eingereicht haben, weil er zuvor im TV-Duell gegen Kamala Harris u. a. behauptet hatte, sie hätten einen Mord begangen und gestanden.
2003 veröffentlichte das Opfer Trisha Meili unter dem Titel I am the Central Park Jogger einen Teil ihrer Memoiren. 2012 hatte die Dokumentation The Central Park Five von Ken Burns Premiere bei den Internationalen Filmfestspielen von Cannes. Die erfolgreiche und mehrfach ausgezeichnete US-amerikanische Miniserie When They See Us aus dem Jahr 2019 basiert auf den wahren Ereignissen rund um die Central Park Five.